# Quintana del Marco
Quintana del Marco es un municipio y lugar español de la provincia de León, en la comunidad autónoma de Castilla y León. Cuenta con una población de 319 habitantes (INE 2024).
Está compuesta por dos barrios separados por un puente. La población tiene dos iglesias, la de San Pedro, con un campanario que aloja un busto de Marco Aurelio, fundador de la antigua villa romana; y la de El Salvador, una iglesia pequeña que tiene también una torre resto de un castillo derrumbado.

## Historia

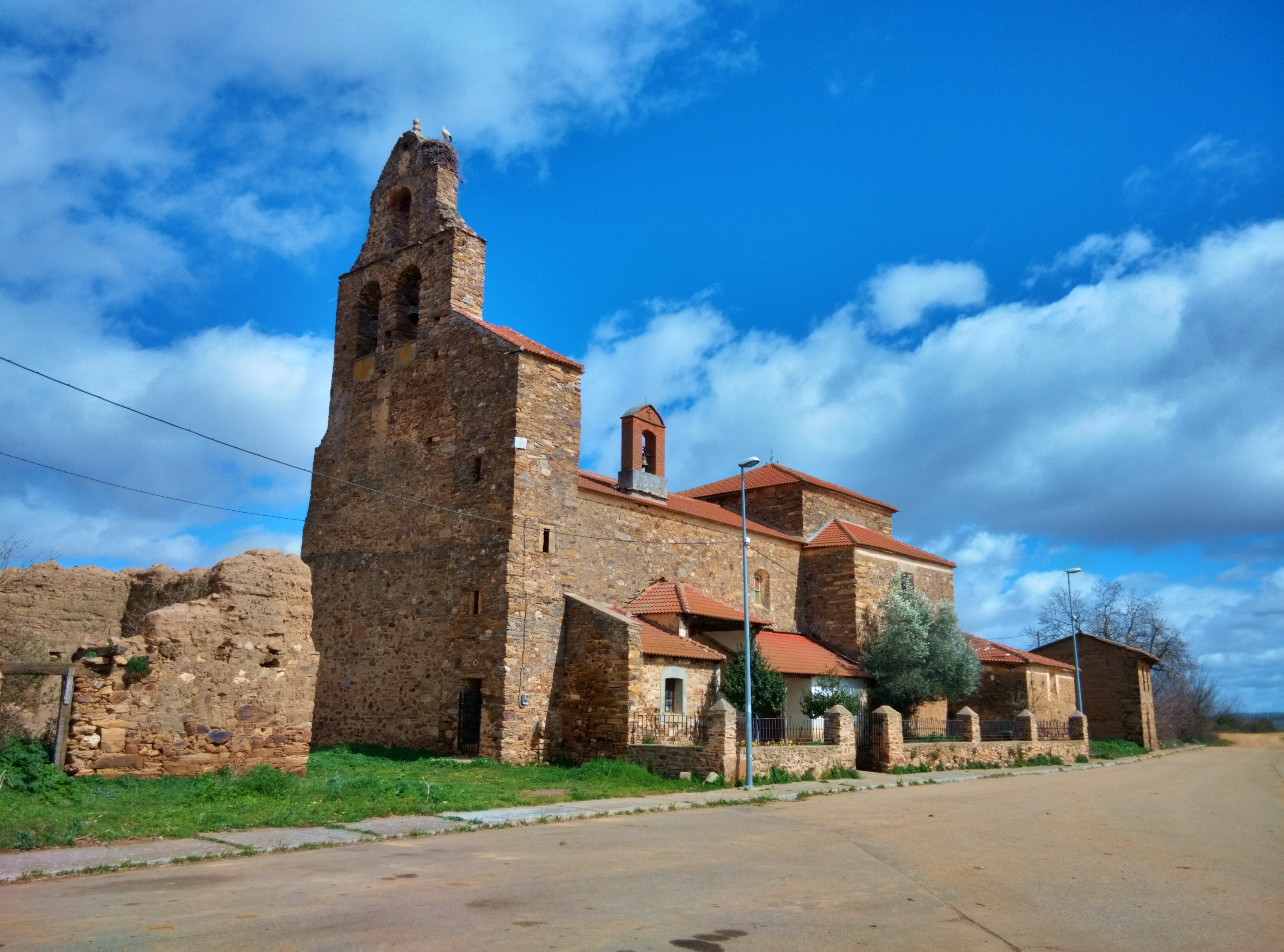
Iglesia de San Pedro Apóstol

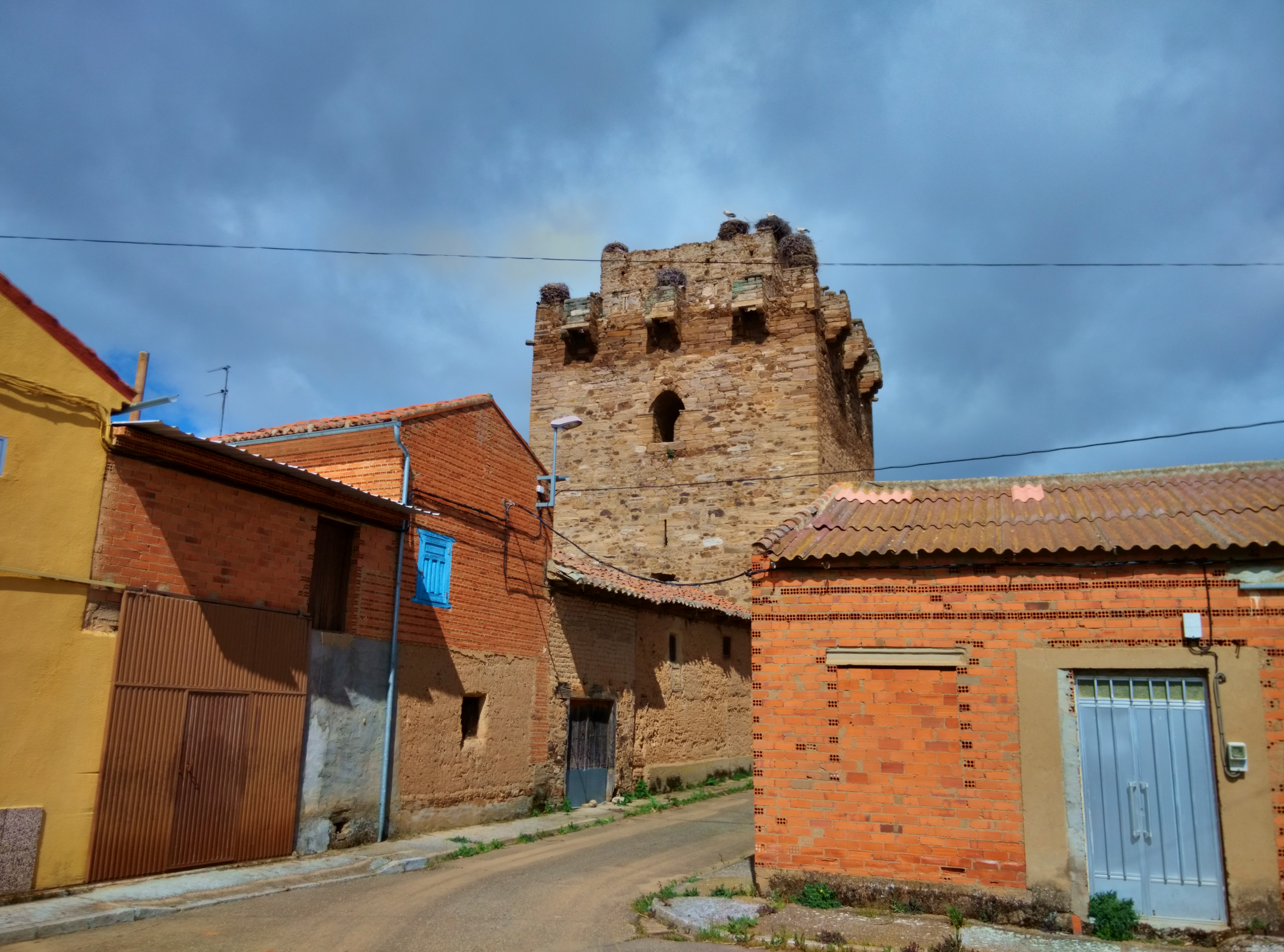
Castillo

Era una zona llena de bosques que estaba poblada por la Tribu Astur de los Garnes, cuyo cacique era Veronso. Tenían su castro en la zona de Quintana.
Con la llegada de los romanos sobre el castro se construye la casa de cortes o alcalde.
Al otro lado del río, donde en la actualidad está el castillo, se construye un fuerte romano, frente al cual hay un templo dirigido a Jano y otro a Marte.
Se hace un puente de tres ojos que cruza el río Jinis y se construyen dos villas, una a cada lado del río. Una de las villas es del exgeneral de Asturica Augusta, Cayo Gerencio Marciano. La otra es del exlegado de Augusta Emerita Claudio Ramunio Vitoriano. En el 598 con el reinado de Recaredo I la villa creció hasta los 1100 habitantes.
Aquí vivía el consejero Augusto Díez cuya casa fue construida en la mitad del fuerte romano y en la otra mitad, donde está actualmente la iglesia de San Pedro, había un cenobio con 12 monjes.
En 1200 durante el reinado de Alfonso IX se concede a Raimundez Enríquez (un San Juanista) el privilegio y permiso para hacer un hospital-encomienda al lado del río Jamuz, con dos molinos harineros. Todo esto fue vendido por Mendizábal a un terrateniente alemán.
En la actualidad el término de Quintana del Marco está formado por dos poblaciones: Quintana del Marco y Genestacio de la Vega.

## Demografía
Cuenta con una población de 319 habitantes (INE 2024).
| Gráfica de evolución demográfica de Quintana del Marco entre 1857 y 2021 |
| |
| Población de derecho según los censos de población del INE Población de hecho según los censos de población del INE Entre el censo de 1857 y el anterior aparece este municipio porque se segrega de Santa Elena de Jamuz |

## Cultura
El primer fin de semana después de Semana Santa se celebra en Quintana del Marco la fiesta en honor a la Virgen de Secos, pequeña imagen que tiene su sede en la iglesia del Salvador, una de las dos existentes en el pueblo. En esta romería se unen tres tradiciones, los pendones de León, el Ramo y el culto a una imagen. Esta fiesta es conocida en el municipio como la fiesta de Pascuilla.
La celebración consiste en que más de una veintena de pendones, que acuden de los pueblos colindantes, reciben a la Virgen rodeándola a modo de saludo y desfilando con ella en procesión por las calles.
Uno de los momentos más significativos es el canto al Ramo, formado por roscas de espuma.  El texto del canto recoge el milagro de la Virgen que salvó a un niño de morir en un pozo. La pieza se remonta al siglo XIX. Una vez finalizado el cántico el Ramo se subasta tras una sucesión de pujas efectuadas por los devotos que han realizado una ofrenda. El dinero obtenido se dedicará al mantenimiento de la talla y de la iglesia.
En este pueblo se han descubierto varios mosaicos romanos debajo de los maizales. Uno de estos mosaicos está expuesto en el museo de León; se trata del Mosaico de Hilas y las Ninfas, ubicado en el convento de San Marcos (León). Representa al dios Hilas raptado por las ninfas. Hilas era hijo de Tiodamante, muerto por Heracles en su lucha contra los dríopes. El héroe se prendó de la belleza del joven Hilas y se lo llevó en su expedición de los Argonautas. En una escala efectuada en Misia, Hilas fue el encargado de buscar agua en una fuente del bosque. Las ninfas se prendaron de su belleza y lo atrajeron hacia sí para conferirle la inmortalidad.
Los Villares representa una de las villas más importantes de la provincia leonesa. Nunca se ha excavado y lo que se conoce es por hallazgos fortuitos que han tenido lugar desde finales del siglo XIX. La extensión del yacimiento y la calidad de sus mosaicos convierten este palacio en el más excepcional de la provincia. Sin embargo, y debido al desinterés institucional, esta mansión ha sido expoliada y destruida casi en su totalidad al amparo de la concentración parcelaria. Las máquinas destrozaron hace más de diez años muros milenarios y vasijas.
Cabe destacar que en la década de 1990 se vendieron a una sala de subastas al menos tres bustos y otras esculturas de mármol y bronce. Sin embargo, el yacimiento fue declarado Bien de Interés Turístico un año antes de que las máquinas acabaran con él. Apenas se conocen algunos vestigios y descubrimientos aislados de una de las mejores villas de la provincia, que ha sufrido uno de los mayores desaguisados arqueológicos de la región. Actualmente, el lugar ocupado por la villa romana está ocupado por maizales.
El anteriormente citado busto de Marco Aurelio se extrajo de Los Villares y se colocó en la espadaña de la iglesia de San Salvador. Durante la primera quincena de febrero de 2013, el busto fue robado, pero afortunadamente el 29 de julio de 2013, la Guardia Civil lo recuperó en Sevilla.